# Carina Vance
Carina Isabel Vance Mafla (Oakland, 1977) fue ministra de Salud de Ecuador. En abril de 2016 fue elegida Directora Ejecutiva del Instituto Suramericano de Gobierno en Salud - ISAGS de la Unión de Naciones Suramericanas - UNASUR, actualmente en funciones por segundo periodo.
Su nombramiento como Ministra de Salud fue histórico debido a ser la primera persona abiertamente LGBT en ser nombrada a un cargo de ministro de estado en Ecuador.

## Biografía
Nació en Estados Unidos, en Oakland (California), pero de niña pasó varios años en Europa, donde a los 13 años fue agredida junto a su primera novia en un ataque homofóbico realizado por un grupo de jóvenes. Para Vance, que ya había comenzado a comprender y aceptar su identidad como lesbiana, el incidente «Fue no sólo un descubrimiento de mi homosexualidad, sino también de la reacción de la sociedad frente a ella».
Realizó sus estudios secundarios en Ecuador. Tras sus estudios universitarios en Estados Unidos, donde se tituló como Licenciada en Historia y Ciencias Políticas en Williams College y luego consiguió una maestría en salud pública de la Universidad de California en Berkeley, volvió a Ecuador en 2004. Vance trabajó seguidamente como activista a favor de los derechos LGBT y fue directora ejecutiva de la Fundación Causana, una organización que lucha por los derechos de lesbianas.
Durante el Referéndum constitucional de Ecuador de 2008 se posicionó a favor de la nueva constitución, por los avances que traía en materia de derechos para las personas LGBT.

### Ministra de Salud
Vance fue nombrada como parte del gabinete de gobierno por el presidente Rafael Correa en enero de 2012, después de la dimisión de su predecesor, David Chiriboga, al ponerse en duda que éste fuera capaz de arreglar los problemas del sistema nacional de salud de Ecuador. Entre sus planes estaba «establecer un nuevo modelo de gestión hospitalaria, fortalecer las políticas públicas de salud, disminuir los tiempos de espera o brindar infraestructura adecuada».
Su nombramiento fue celebrado por activistas LGBT ecuatorianos por su carácter como la primera ministra abiertamente LGBT en la historia del país.
Poco después de su nombramiento anunció que llevaría a cabo el plan presentado por Chiriboga antes de su dimisión para acabar con el sistema de «clínicas» religiosas que afirman poder «curar» a gais y especialmente a lesbianas, de las que se ha afirmado que realizan tortura física y psicológica a sus internos, y que mantienen a los pacientes en contra de su voluntad. La red de casi 200 clínicas ilegales se descubrió en 2008 y el gobierno de Correa cerró 30 en septiembre de 2011 bajo presión de la organización de Vance y otras organizaciones progresistas y LGBT. Poco después del nombramiento de Vance como ministra, el ministerio realizó redadas en tres de esas clínicas cerca de Quito, rescatando a docenas de mujeres.

### ISAGS
Carina Vance Mafla fue designada directora ejecutiva del ISAGS por un segundo período de dos años a través de un consenso establecido entre los representantes del Consejo de Salud Suramericano reunidos en sesión extraordinaria el 4 de abril de 2018.[cita requerida]